# Taractrocera nigrolimbata
Taractrocera nigrolimbata là một loài bướm ngày thuộc họ Bướm nhảy. Nó được tìm thấy ở Malaysia, Việt Nam (Saigon), Sumatra, Java, the Lesser Sunda Islands (east đến Sumba), và miền nam Sulawesi.

## Phụ loài
- Taractrocera nigrolimbata nigrolimbata (Indochina đến Java)
- Taractrocera nigrolimbata talanta (Plötz, 1885) (eastern Java, Lesser Sunda Islands và miền nam Sulawesi)